# Punta Tritone
Punta Tritone è un promontorio roccioso situato sulla costa orientale dell'isola Alessandro I, in Antartide. Il promontorio, che si estende all'interno della piattaforma glaciale Giorgio VI, che ricopre l'omonimo canale, rappresenta l'estremità orientale della dorsale Offset, una dorsale che separa, in direzione est-ovest, il ghiacciaio Venere, a nord, dal ghiacciaio Nettuno, a sud.

## Storia
Il promontorio Tritone fu probabilmente avvistato per la prima volta da Lincoln Ellsworth, il quale, il 23 novembre 1935, effettuò una ricognizione aerea del segmento di costa in cui si trova il promontorio, fotografandolo e dando la possibilità al geografo statunitense W. L. G. Joerg di tracciarne i contorni, seppure non in maniera dettagliata. Il promontorio è stato poi esplorato nel 1936 dalla spedizione britannica nella Terra di Graham, 1934-37, al comando di John Rymill, mentre l'intera formazione è stata così battezzata dal Comitato britannico per i toponimi antartici in seguito a una nuova e più dettagliata esplorazione effettuata nel 1948 e nel 1949 dal British Antarctic Survey (al tempo ancora chiamato "Falkland Islands Dependencies Survey", FIDS). Il nome deriva da quello di Tritone, il più grande satellite naturale di Nettuno, secondo la consuetudine adottata dal suddetto comitato di battezzare tutte le formazioni di questa regione con un nome inerente all'astronomia e in base alla sua vicinanza al sopraccitato ghiacciaio Nettuno.